# 1227 Geranium
Az 1227 Geranium (ideiglenes jelöléssel 1931 TD) egy kisbolygó a Naprendszerben. Karl Wilhelm Reinmuth fedezte fel 1931. október 5-én, Heidelbergben.